# Lagardelle
Lagardelle är en kommun i departementet Lot i regionen Occitanien i södra Frankrike. Kommunen ligger i kantonen Puy-l'Évêque som tillhör arrondissementet Cahors. År 2022 hade Lagardelle 124 invånare.

## Befolkningsutveckling
Antalet invånare i kommunen Lagardelle
| Referens: INSEE |